# Spusu
Spusu (für „Sprich und surf“) ist eine Marke der österreichischen Mass Response Service GmbH.
Der Mobilfunkanbieter hatte nach eigenen Angaben im Jahr 2017 über 100.000 Kunden und zum Jahresanfang 2020 rund 300.000 Kunden unter Vertrag und Anfang des Jahres 2023 über 500.000 Kunden. Die Standard-Netzvorwahl ist 0670.
Das Unternehmen wurde 2015 in Österreich gegründet und nutzt das Netz von 3. In Niederösterreich und Burgenland wird ein 5G-Mobilfunknetz mit eigenen Frequenzen bedient. Außerhalb Österreichs bietet Spusu seine Telekommunikationsdienste seit 2020 auch in Italien (im Netz von Wind Tre), seit 2023 im Vereinigten Königreich (im Netz von EE), und seit 2024 in der Schweiz (im Netz von Salt Mobile) an.

## Auszeichnungen
In der 2016 durchgeführten Erhebung der Gesellschaft für Verbraucherstudien (ÖGVS), bei der insgesamt 23 Mobilfunkanbieter getestet wurden, erreichte Spusu den 1. Platz in der Kategorie „Konditionen“. In der Gesamtwertung belegte der zu dieser Zeit noch junge Anbieter den dritten Rang.
Im Jahr 2017 wurde Spusu von der Gesellschaft für Verbrauchstudien (ÖGVS) als Testsieger prämiert. Von 21 getesteten Mobilfunkanbietern belegte Spusu in den Kategorien Konditionen und Kundendienst jeweils den ersten Platz und erreichte damit den Gesamtsieg.

## EU-Roaming
Seit 15. Juni 2017 sind Netzbetreiber aus der EU bzw. dem EWR verpflichtet, ihren Kunden innerhalb einer Fair-Use-Grenze keine Roaming-Zuschläge mehr in Rechnung zu stellen. Die EU-Roamingverordnung sieht jedoch Möglichkeiten von Ausnahmen für Mobilfunkanbieter vor, falls die EU-Roamingvorgaben zu existenzbedrohenden negativen Deckungsbeiträgen führen und somit die Tragfähigkeit des inländischen Entgeltmodells gefährden würden. Die staatliche österreichische Rundfunk- und Telekom Regulierungs-GmbH hat Spusu im Oktober 2017 eine solche Ausnahme für ein Jahr genehmigt und im Oktober 2018 erneut für ein weiteres Jahr gewährt. Trotz Befreiung von der Verpflichtung, Kunden kostenloses Roaming zu ermöglichen, gewährte der Mobilfunkanbieter seinen Kunden kostenloses Telefonie- und SMS-Roaming innerhalb des EU/EWR-Raums sowie beschränktes Datenroaming (je nach Tarif zwischen 500 und 1.000 Megabyte pro Monat). Seit 1. April 2019 wird ungeachtet dessen das von der EU definierte Datenroaming im vollen Umfang bei allen aktuellen Tarifen gewährt. Ausgenommen sind neben alten Tarifen lediglich Datentarife, die prinzipiell ohne Roaming angeboten werden.

## Sponsoring
Zwischen dem Jahr 2017 und 2021 war Spusu Haupt- und Namenssponsor der Handball Liga Austria. Seit 2018 ist es Hauptsponsor des SKN St. Pölten und des FC Mistelbach sowie der Vienna Capitals.
Seit dem Jahr 2022 ist Spusu außerdem Sponsor vom SK Rapid Wien.

## Werbung & Testimonials
Im September 2018 verkündete Spusu, dass der ehemalige österreichischer Fußballspieler Hans Krankl als Testimonial für den Mobilfunkanbieter agieren wird und künftig auf Online-, TV- und Print-Werbemitteln der Marke zu sehen sein wird. Er löst damit den aktiven Fußballtrainer Dietmar Kühbauer als bisheriges Werbegesicht der Marke ab.
Toni Polster dient als Werbegesicht für E-Bikes. Harry Prünster dient als Werbegesicht für Wein.